# Houston County (Texas)
 For alternative betydninger, se Houston County. (Se også artikler, som begynder med Houston County)
Houston County er en county i den amerikanske Delstat Texas. Den ligger i de østlige dele af delstaten. Den grænser mod Anderson County i nord, Cherokee County i nordøst, Angelina County i øst, Trinity County i sydøst, Walker County i syd, Madison County i sydvest og mod Leon County i vest.
Houston Countys totale areal er 3.203 km² hvoraf 15 km² er vand. I år 2000 havde amten 23.185 indbyggere og administrationscenteret ligger i byen Crockett. Amten er blevet opkaldt efter Sam Houston som var præsident i republikken Texas.
31°19′N 95°26′V / 31.32°N 95.43°V